# Hazyview
Hazyview este un oraș din Africa de Sud.